# Rectificare (geometrie)
În geometria euclidiană rectificarea, cunoscută și sub denumirea de trunchiere completă, este procesul de trunchiere a unui politop prin marcarea punctelor de mijloc ale tuturor laturilor și tăierea vârfurile în acele puncte. Politopul rezultat va fi mărginit de fațete de forma figurii vârfului și fațetele rectificate ale politopului inițial.
Un operator de rectificare este uneori notat cu litera r înaintea simbolilui Schläfli. De exemplu, r{4,3}  este cubul rectificat, numit și cuboctaedru, notat și prin {\displaystyle {\begin{Bmatrix}4\\3\end{Bmatrix}}}. Iar un cuboctaedru rectificat rr{4,3} este un rombicuboctaedru, notat și prin {\displaystyle r{\begin{Bmatrix}4\\3\end{Bmatrix}}}.
Notația Conway a poliedrelor folosește pentru acest operator notația a (ambo). În teoria grafurilor această operație creează un graf medial.
Rectificarea oricărui poliedru regulat sau pavare autoduale va avea ca rezultat un alt poliedru sau pavare de ordinul 4 regulate, de exemplu tetraedrul {3,3}  devenind un octaedru {3,4}. Ca un caz particular, printr-o operație de rectificare o pavare pătrată {4,4}  se va transforma într-o altă pavare pătrată {4,4} .

## Exemple de rectificare ca trunchiere finală la o latură

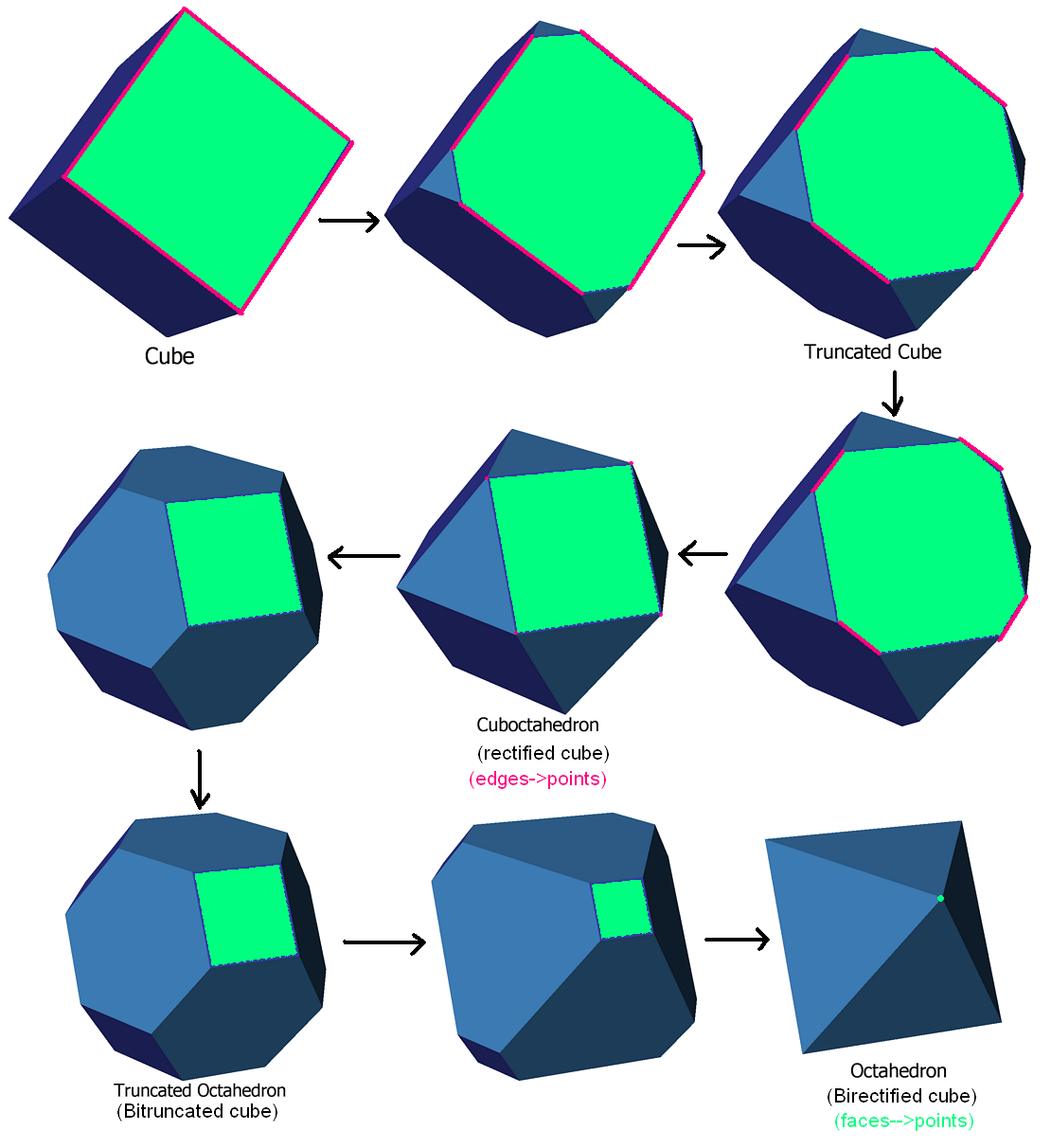
Trunchieri ale cubului dincolo de rectificare

Rectificarea este punctul final al unui proces de trunchiere. De exemplu, pe un cub această secvență arată patru pași ai unui continuum de trunchieri între forma regulată și cea rectificată:
|     |               |                   |               |            |
| cub | trunchiat 1/4 | trunchiat uniform | trunchiat 3/4 | rectificat |

## Exemple de birectificare ca trunchiere finală la o față
Imaginea de alături arată un cub birectificat ca secvență finală de la un cub la dualul său, în care fețele originale sunt trunchiate la un singur punct.

## La poligoane
Dualul unui poligon are același formă ca și poligonul rectificat. Noile vârfuri sunt plasate în centrul laturilor poligonului inițial.

## La poliedre și pavări plane
Oricare poliedru platonic și dualul său au același poliedru rectificat. (Acest lucru nu este valabil pentru politopurile din dimensiuni superioare.)
Poliedrul rectificat se dovedește a fi exprimabil ca intersecție a poliedrului platonic inițial cu o versiune concentrică la scară adecvată a dualului său. Din acest motiv numele său este o combinație a numelui poliedrului inițial și al dualului său:
1. Tetraedrul rectificat, al cărui dual este tot tetraedrul, este tetratetraedrul, mai bine cunoscut sub numele de octaedru.
2. Octaedrul rectificat, al cărui dual este cubul, este cuboctaedrul.
3. Icosaedrul rectificat, al cărui dual este dodecaedrul, este icosidodecaedrul.
4. O pavare pătrată rectificată este tot o pavare pătrată.
5. O pavare triunghiulară sau pavare hexagonală rectificate sunt o pavare trihexagonală.

Exemple
| Familia | Inițial                         | Rectificat              | Dual                              |
| · [p,q] |                                 |                         |                                   |
| ------- | ------------------------------- | ----------------------- | --------------------------------- |
| [3,3]   | Tetraedru                       | Octaedru                | Tetraedru                         |
| [4,3]   | Cub                             | Cuboctaedru             | Octaedru                          |
| [5,3]   | Dodecaedru                      | Icosidodecaedru         | Icosaedru                         |
| [6,3]   | Pavare hexagonală               | Pavare trihexagonală    | Pavare triunghiulară              |
| [7,3]   | Pavare heptagonală de ordinul 3 | Pavare triheptagonală   | Pavare triunghiulară de ordinul 7 |
| [4,4]   | Pavare pătrată                  | Pavare pătrată          | Pavare pătrată                    |
| [5,4]   | Pavare pentagonală de ordinul 4 | Pavare tetrapentagonală | Pavare pătrată de ordinul 5       |

### La poliedre neregulate
Dacă un poliedru nu este unul regulat, punctele din mijlocul laturilor care înconjoară un vârf pot să nu fie coplanare. Totuși, și în acest caz este încă posibilă o formă de rectificare: fiecare poliedru are un graf poliedric ca 1-schelet, iar din acel graf se poate forma graful medial prin plasarea unui vârf (nod) în fiecare punct de mijloc al grafului inițial și conectând două dintre aceste noi noduri printr-o muchie ori de câte ori aparțin muchiilor consecutive de-a lungul unei fețe comune. Graful medial rezultat rămâne poliedric, deci prin teorema lui Steinitz⁠(d) poate fi reprezentat ca un poliedru.
Notația Conway a poliedrelor echivalentă cu rectificarea este ambo, cu simbolul a. Aplicarea de două ori, aa a operației (rectificarea unei rectificări), este operația de expandare a lui Conway, e, care pentru poliedre și pavări regulate este aceeași cu cea de cantelare a lui Johnson, t0,2.

## Rectificări în dimensiuni superioare
Rectificarea în dimensiuni superioare poate fi efectuată pe politopuri regulate din dimensiuni superioare. Cel mai înalt grad de rectificare creează un politop dual. O rectificare trunchiază laturile la puncte. O birectificare trunchiază fețele la puncte. O trirectificare trunchiază celulele la puncte și așa mai departe.

### La 4-politopuri și teselări cu faguri tridimensionali
Orice 4-politop regulat convex are o formă rectificată ca 4-politop uniform.
Un 4-politop regulat {p,q,r} are celule {p,q}. Rectificarea sa va avea două tipuri de celule, un poliedru {p,q} rectificat rămas din celulele inițiale și un poliedru {q,r} ca celule noi formate la fiecare vârf trunchiat. Totuși, un {p,q,r} rectificat nu este același lucru cu un {r,q,p} rectificat. O altă trunchiere, numită bitrunchiere, este simetrică între un 4-politop și dualul său.
Exemple:
| Familia   | Inițial                  | Rectificat                          | Birectificat (Dual rectificat)   | Trirectificat (Dual) |
| · [p,q,r] | · {p,q,r}                | · r{p,q,r}                          | · 2r{p,q,r}                      | · 3r{p,q,r}          |
| --------- | ------------------------ | ----------------------------------- | -------------------------------- | -------------------- |
| [3,3,3]   | 5-celule                 | 5-celule rectificat                 | 5-celule rectificat              | 5-celule             |
| [4,3,3]   | tesseract                | tesseract rectificat                | 16-celule rectificat (24-celule) | 16-celule            |
| [3,4,3]   | 24-celule                | 24-celule rectificat                | 24-celule rectificat             | 24-celule            |
| [5,3,3]   | 120-celule               | 120-celule rectificat               | 600-celule rectificat            | 600-celule           |
| [4,3,4]   | Fagure cubic             | Fagure cubic rectificat             | Fagure cubic rectificat          | Fagure cubic         |
| [5,3,4]   | Dodecaedric de ordinul 4 | Dodecaedric de ordinul 4 rectificat | Cubic de ordinul 5 rectificat    | Cubic de ordinul 5   |

## Grade de rectificare
O primă rectificare trunchiază laturile la puncte. Dacă un politop este regulat, această formă este notată cu un simbol Schläfli extins, t1{p,q,... } sau r{p,q,...}.
O a doua rectificare, sau birectificare trunchiază fețele la puncte. Dacă este regulată, notația sa este t2{p,q,...} sau 2r{p,q,...}. La poliedre o birectificare creează un poliedru dual.
Rectificările de grad mai înalt pot fi construite pentru politopuri din dimensiuni superioare. În general, o n-rectificare trunchiază n-fețele la puncte.
Dacă un n-politop este (n−1)-rectificat, fațetele sunt reduse la puncte și politopul devine dualul său.

### Notații și fațete
Există diferite notații echivalente pentru fiecare grad de rectificare. Aceste tabele arată numele după dimensiune și cele două tipuri de fațete pentru fiecare.

#### Poligoane regulate
Fațetele sunt laturi, notate prin {2}.
| Nume {p}          | Diagramă Coxeter | t-notație Simbol Schläfli | Simbol Schläfli vertical | Simbol Schläfli vertical | Simbol Schläfli vertical |
| Nume {p}          | Diagramă Coxeter | t-notație Simbol Schläfli | Nume                     | Fațetă-1                 | Fațetă-2                 |
| ----------------- | ---------------- | ------------------------- | ------------------------ | ------------------------ | ------------------------ |
| Inițial           |                  | t0{p}                     | {p}                      | {2}                      |                          |
| Rectificat (Dual) |                  | t1{p}                     | {p}                      |                          | {2}                      |

#### Poliedre uniforme și pavări uniforme
Fațetele sunt poligoane regulate.
| name {p,q}                   | Diagramă Coxeter | t-notație Simbol Schläfli | Simbol Schläfli vertical                                    | Simbol Schläfli vertical | Simbol Schläfli vertical |
| name {p,q}                   | Diagramă Coxeter | t-notație Simbol Schläfli | Nume                                                        | Fațetă-1                 | Fațetă-2                 |
| ---------------------------- | ---------------- | ------------------------- | ----------------------------------------------------------- | ------------------------ | ------------------------ |
| Inițial                      | =                | t0{p,q}                   | {p,q}                                                       | {p}                      |                          |
| Rectificat (Dual rectificat) | =                | t1{p,q}                   | r{p,q} = {\displaystyle {\begin{Bmatrix}p\\q\end{Bmatrix}}} | {p}                      | {q}                      |
| Birectificat (Dual)          | =                | t2{p,q}                   | {q,p}                                                       |                          | {q}                      |

#### 4-politopuri regulate și faguri regulați
Fațetele sunt poliedre regulate sau rectificate.
| Nume {p,q,r}                   | Diagramă Coxeter | t-notație Simbol Schläfli | Simbol Schläfli extins                                              | Simbol Schläfli extins                                      | Simbol Schläfli extins                                      |
| Nume {p,q,r}                   | Diagramă Coxeter | t-notație Simbol Schläfli | Nume                                                                | Fațetă-1                                                    | Fațetă-2                                                    |
| ------------------------------ | ---------------- | ------------------------- | ------------------------------------------------------------------- | ----------------------------------------------------------- | ----------------------------------------------------------- |
| Inițial                        |                  | t0{p,q,r}                 | {p,q,r}                                                             | {p,q}                                                       |                                                             |
| Rectificat                     |                  | t1{p,q,r}                 | {\displaystyle {\begin{Bmatrix}p\ \ \\q,r\end{Bmatrix}}} = r{p,q,r} | {\displaystyle {\begin{Bmatrix}p\\q\end{Bmatrix}}} = r{p,q} | {q,r}                                                       |
| Birectificat (Dual rectificat) |                  | t2{p,q,r}                 | {\displaystyle {\begin{Bmatrix}q,p\\r\ \ \end{Bmatrix}}} = r{r,q,p} | {q,r}                                                       | {\displaystyle {\begin{Bmatrix}q\\r\end{Bmatrix}}} = r{q,r} |
| Trirectificat (Dual)           |                  | t3{p,q,r}                 | {r,q,p}                                                             |                                                             | {r,q}                                                       |

#### 5-politopuri regulate și 4-faguri regulați
Fațetele sunt 4-politopuri regulate sau rectificate.
| Nume {p,q,r,s}                   | Diagramă Coxeter | t-notație Simbol Schläfli | Simbol Schläfli extins                                                        | Simbol Schläfli extins                                              | Simbol Schläfli extins                                              |
| Nume {p,q,r,s}                   | Diagramă Coxeter | t-notație Simbol Schläfli | Nume                                                                          | Fațetă-1                                                            | Fațetă-2                                                            |
| -------------------------------- | ---------------- | ------------------------- | ----------------------------------------------------------------------------- | ------------------------------------------------------------------- | ------------------------------------------------------------------- |
| Inițial                          |                  | t0{p,q,r,s}               | {p,q,r,s}                                                                     | {p,q,r}                                                             |                                                                     |
| Rectificat                       |                  | t1{p,q,r,s}               | {\displaystyle {\begin{Bmatrix}p\ \ \ \ \ \\q,r,s\end{Bmatrix}}} = r{p,q,r,s} | {\displaystyle {\begin{Bmatrix}p\ \ \\q,r\end{Bmatrix}}} = r{p,q,r} | {q,r,s}                                                             |
| Birectificat (Dual birectificat) |                  | t2{p,q,r,s}               | {\displaystyle {\begin{Bmatrix}q,p\\r,s\end{Bmatrix}}} = 2r{p,q,r,s}          | {\displaystyle {\begin{Bmatrix}q,p\\r\ \ \end{Bmatrix}}} = r{r,q,p} | {\displaystyle {\begin{Bmatrix}q\ \ \\r,s\end{Bmatrix}}} = r{q,r,s} |
| Trirectificat (Dual rectificat)  |                  | t3{p,q,r,s}               | {\displaystyle {\begin{Bmatrix}r,q,p\\s\ \ \ \ \ \end{Bmatrix}}} = r{s,r,q,p} | {r,q,p}                                                             | {\displaystyle {\begin{Bmatrix}r,q\\s\ \ \end{Bmatrix}}} = r{s,r,q} |
| Cvadrirectificat (Dual)          |                  | t4{p,q,r,s}               | {s,r,q,p}                                                                     |                                                                     | {s,r,q}                                                             |